# IU...IM
《IU...IM》은 2009년 11월 12일 발매된 아이유의 두 번째 미니앨범이다. 총 7 트랙으로 구성되어 있으며, 타이틀곡은 〈마쉬멜로우〉이다.아이유왜사냐짜미쳤어정신나갔네

## 개요
IU...IM은 아이유의 두 번째 미니음반으로써 첫 번째 정규음반 Growing Up이 발매된 후 약 7개월만에 발매되었다. 아이유 공식팬카페인 '유애나'에서 2009년 10월 27일, 자켓 이미지가 새롭게 나오며 공식적으로 미니음반에 대한 정보가 나오게 되었다.
타이틀곡 〈마쉬멜로우〉는 프로듀서이자 작곡가인 김도훈과 박수종의 공동작품이고, 이번 앨범 프로듀서이자 작사가인 최갑원이 가사를 썼다. 10대 소녀가 처음 느끼는 사랑의 감정을 말랑말랑하고 달콤한 마쉬멜로우에 비유한 표현이 눈길을 끌었다. 마쉬멜로우의 뮤직비디오는 음원 발매 하루 전인 2009년 11월 11일에 공개되었으며, 아이유는 2009년 11월 13일에 KBS 《뮤직뱅크》에서 컴백하였다.
한편 이 음반은 정식 발매일이 2009년 11월 12일이었지만, 일부 불법 자료 공유 사이트에서 음원 발매 3일 전인 2009년 11월 9일부터 음원이 유출되는 사고가 발생하기도 했다.

## 트랙리스트
| #             | 제목                    | 작사           | 작곡           | 편곡           | 재생 시간 |
| ------------- | ----------------------- | -------------- | -------------- | -------------- | --------- |
| 1.            | 〈Love Attack〉         | 최갑원, 한상원 | 한상원         | 윤영민         | 3:10      |
| 2.            | 〈기차를 타고〉         | 최갑원         | 이현승         | 이현승         | 3:43      |
| 3.            | 〈마쉬멜로우〉          | 최갑원         | 김도훈, 박수종 | 김도훈, 박수종 | 3:14      |
| 4.            | 〈아침 눈물〉           | 최갑원         | 박수종, 이종훈 | 이종훈         | 3:50      |
| 5.            | 〈두근두근 데이트〉     | 최갑원         | 민웅식, 이종훈 | 민웅식, 이종훈 | 3:21      |
| 6.            | 〈기차를 타고 (Inst.)〉 |                | 이현승         | 이현승         | 3:43      |
| 7.            | 〈아침 눈물 (Inst.)〉   |                | 박수종, 이종훈 | 이종훈         | 3:50      |
| 총 재생 시간: | 총 재생 시간:           | 총 재생 시간:  | 총 재생 시간:  | 총 재생 시간:  | 24:51     |

## 성과
이번 음반의 타이틀곡인 〈마쉬멜로우〉는 음원 공개 후 5일 만에 온라인 음악사이트(멜론, 벅스)에서 일일차트 10위권 내에 들었는데, 이는 아이유 데뷔 후의 최초의 10위내 진입곡이 되었다. KBS 《뮤직뱅크》에서도 2009년 11월 마지막주 K-차트에서 10위를 기록했고, SBS 《인기가요》에서는 Take7에 2009년 12월 6일부터 2010년 1월 10일까지 총 5회에 선정되며 인기를 끌었다.
다음 표는 〈마쉬멜로우〉의 주요 음원사이트의 최고 순위이다.
| 음원사이트 | 날짜                                | 최고순위 |
| ---------- | ----------------------------------- | -------- |
| 멜론       | 2009년 11월 16일                    | 8위      |
| 엠넷       | 2009년 11월 30일                    | 13위     |
| 도시락     | 2009년 11월 17일                    | 12위     |
| 벅스       | 2009년 11월 14일 ~ 2009년 11월 17일 | 7위      |
| 소리바다   | 2009년 11월 16일                    | 12위     |
| 싸이월드   | 2009년 11월 17일, 2009년 11월 30일  | 15위     |

## 참여 스텝
- 프로듀서: 최갑원
- 공동 프로듀서: 민웅식, 박수종, 이종훈 (A.P Producing team)
- 레코딩 스튜디오: LOEN Studio, T Studio
- 믹싱 스튜디오: LOEN Studio, Vitamin Studio, 오렌지 쇼크 Studio, Music-cube Studio
- 마스터링: 최효영 at Sonic Korea

- 홍보 감독: 남궁찬 at Fiesta Entertainment
- 아티스트 매니저 & 홍보: 배종한, 이승호 at Fiesta Entertainment
- 앨범 마케팅 & 홍보: 박혜선, 오유경, 용하나, 박시연, 김미연

- 스타일리스트: 심재훈, 노주희
- 헤어: 구서윤 (고원)
- 메이크업: 신애 (고원)